# Filémón a Baucis

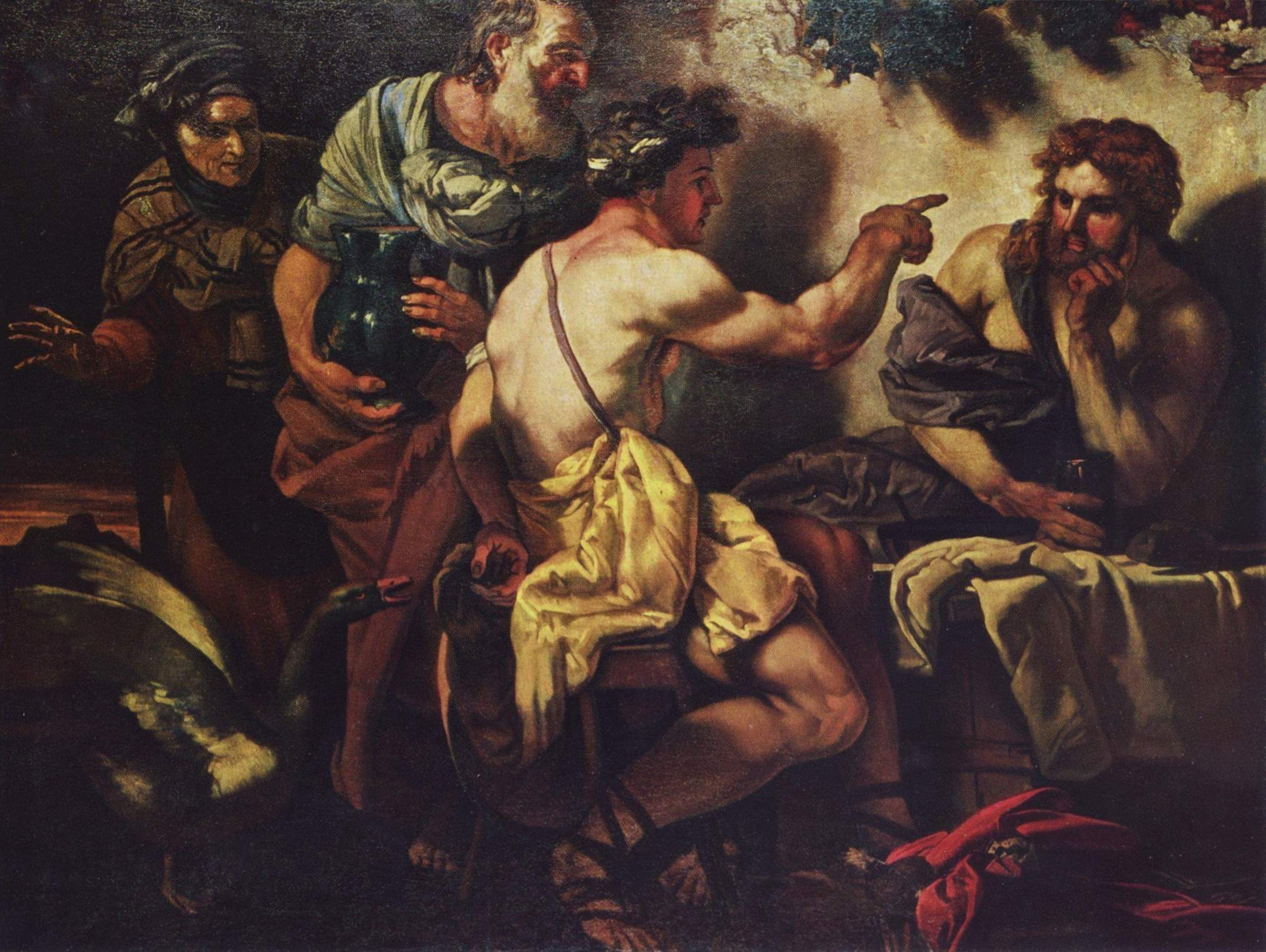
Filémón a Baucis, Johann Carl Loth, před 1659

Filémón a Baucis (latinsky Philemon et Baucis) je v řecké mytologii starý manželský pár z Frýgie.
Jejich příběh je spíše pověstí nebo pohádkou než mýtem. Je z doby, kdy olympští bohové občas putovali po zemi, aby zjistili, jak žijí a chovají se smrtelní lidé.
Stalo se, že na takovou procházku se vydal nejvyšší bůh Zeus a provázel ho posel bohů Hermés. Bylo již hodně k večeru, když se zastavili ve vesnici kdesi ve Frýgii. Poutníci hledali nocleh a nějaké občerstvení, aby nabrali nové síly. Marně však chodili dům od domu, obyvatelé výstavných velkých domů jim ani neotevřeli dveře a byli hluší k prosbám. Až došli k malému domečku, vetchému, nízkému, vyspravovanému slámou, kde našli otevřené dveře i srdce.
V tomto domku bydleli staří manželé, kteří neznámé příchozí srdečně přivítali a nabídli jim ze svých skromných zásob co jen mohli, připravili jim skromné lože, nalili i sklenici vína. Stařečci jménem Filémón a jeho žena Baucis užasli, když zpozorovali, že vína přilévaného do mísidla neubývá. Pochopili, že je navštívíli bohové. Chtěli jim poskytnout vše a upéci pro ně i svou jedinou husu. To ale Zeus nedopustil, za všechno laskavé pohostinství jim poděkoval a vyzval je, aby s nimi vystoupali na nedaleký vysoký kopec. Když dorazili k jeho vrcholu a ohlédli se na vesnici. Spatřili, jak všechny domy mízí pod hladinou nového jezera. Jediná chaloupka starých manželů byla na souši. A jak se na ni dívali, před očima se změnila v nádherný chrám se zlatou střechou.
Zeus je pochválil za jejich dobrotu a laskavost a nabídl jim splnění jakéhokoliv přání. Filémón a Baucis se chvíli radili, pak poklekli a požádali, aby směli být strážci nového chrámu a božími sluhy. A poprosili také, aby jim bylo dovoleno odejít společně z tohoto světa, až přijde jejich čas, aby nemuseli jeden druhého oplakávat. Bohové jim to slíbili.
Stařečkové žili ještě dlouhá léta a když přišel čas, vzpomínali na dlouhý společný život a tu pozorovali, že obrůstají listím, proměnili se ve stromy. Stařec Filémón se proměnil v dub a jeho žena Baucis v lípu.
Jejich příběh zpracoval Publius Ovidius Naso ve svých Proměnách, v osmé knize. V římských bájích se vypráví o
Jupiterovi a Merkurovi, římské obdobě jmen řeckých bohů.

## Odraz v umění, literatuře a vědě

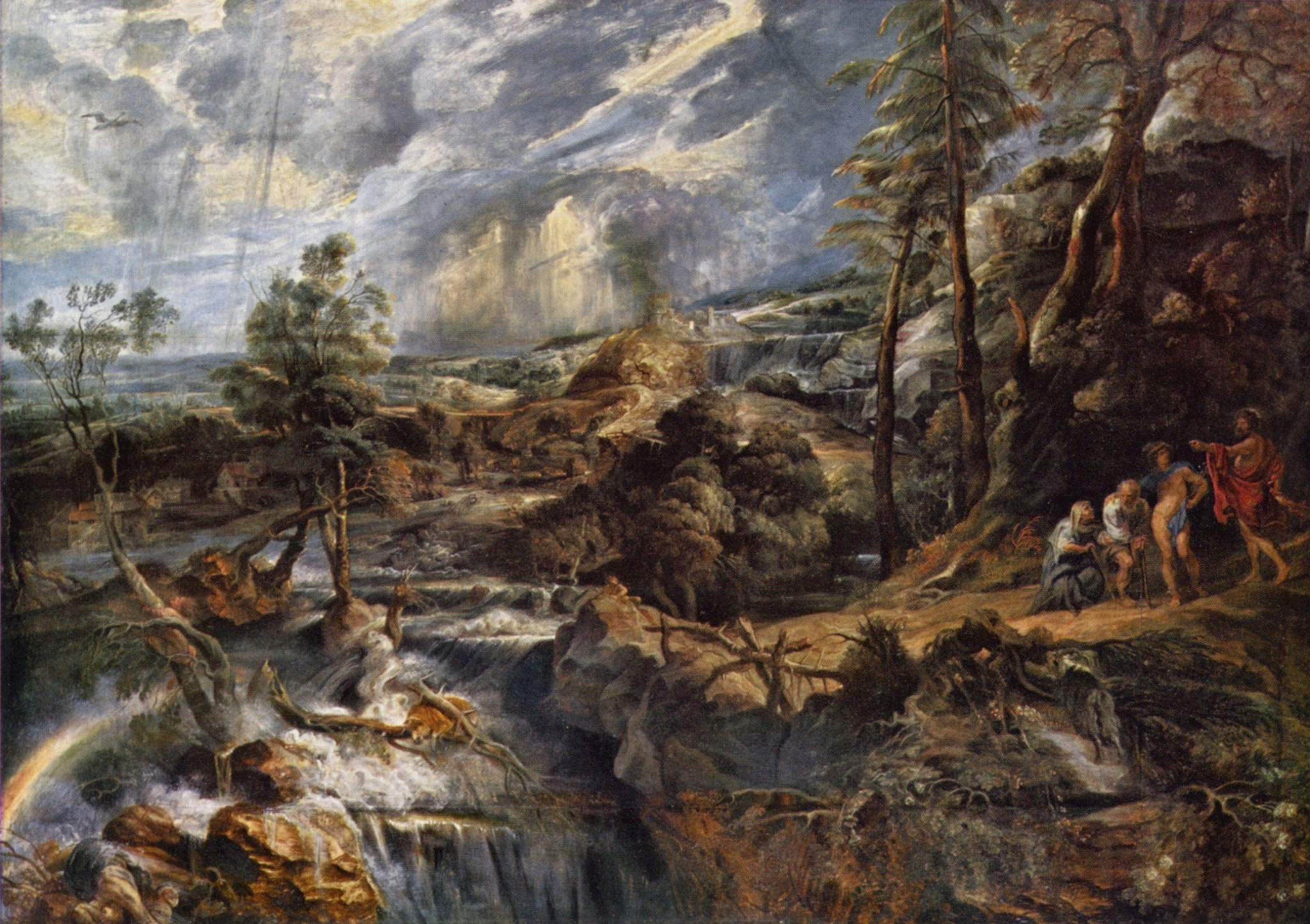
Krajina s Iovem, Mercuriem, Philemonem a Baucidou, Rubens

Vedle Ovidia tento příběh zpracovali i další umělci, na příklad:
- Peter Paul Rubens na obraze Krajina s Iovem, Mercuriem, Philemonem a Baucidou (je z roku 1618, je ho možno vidět ve Vídni v Uměleckohistorickém muzeu)
- obraz neznámého vlámského mistra ze 17. století Juppiter a Merkur na návštěvě u Philemona a Baucidy
- dvojice se objevuje v pátém aktu druhého dějství Goethova Fausta
- jejich příběh se stal námětem komické opery Charlese Gounoda «Filemon a Baucis» (1860)
- jsou vzpomínáni v 3. díle Hugových Bídníků, kde s nimi autor srovnává lásku Maria a Cosetty
- v Červené knize Carla Gustava Junga hraje postava Filémóna roli archetypálního průvodce či guru
- jménem Baucidy byl označen asteroid č. 172, který objevil Alphonse Borrelly z observatoře v Marseille 5. února roku 1877.